# Долина реки Сторожка
Доли́на реки́ Сторо́жка — государственный природный заказник регионального значения, созданный на территории Московской области в 1966 году (Одинцовский район, городской округ Звенигород) на берегах реки Сторожки от посёлка Дома Отдыха «Караллово» до впадения в Москву-реку. Данный район иногда называют Подмосковной Швейцарией.

## Статус
Заказник был создан в 1966 году, однако до сих пор на него нет оформленной и утверждённой в установленном порядке документации, не определены границы и режим пользования

## Охраняемые объекты
Охраняемыми объектами на территории заказника являются природные комплексы долины реки; старовозрастные еловые и елово-широколиственные леса.